# Občina Velike Lašče

Občina Velike Lašče - Slovinsko

Občina Velike Lašče je jednou z 212 občin ve Slovinsku. Její rozloha je 103,2 km² a v lednu 2014 zde žilo 4206 lidí. V občině je celkem 90 vesnic. Správním centrem je vesnice Velike Lašče.

## Poloha, popis
Občina Velike Lašče je jednou z 25 občin Středoslovinském regionu. Nachází se zhruba 25 km jižně od slovinského hlavního města Lublaně (slovinsky, Ljubljana) v tradičním regionu Dolenjska. Vzhledem k tomu, že se území občiny rozkládá převážně v krasové oblasti, jsou její vesnice většinou malé, spíše jsou to osady nebo samoty.
Sousedními občinami jsou: Ig a Škofljica na severu, Grosuplje na severovýchodě, Videm - Dobrepolje na východě, Ribnica a Sodražica na jihu, Bloke na jihozápadě, Cerknica na západě.

## Vesnice v občině
Adamovo, Bane, Bavdek, Borovec pri Karlovici, Boštetje, Brankovo, Brlog, Bukovec, Centa, Četež pri Turjaku, Dednik, Dolenje Kališče, Dolnje Retje, Dolščaki, Dvorska vas, Gorenje Kališče, Gornje Retje, Gradež, Gradišče, Grm, Hlebče, Hrustovo, Jakičevo, Javorje, Kaplanovo, Karlovica, Knej, Kot pri Veliki Slevici, Krkovo pri Karlovici, Krvava Peč, Kukmaka, Laporje, Laze, Logarji, Lužarji, Mački, Mala Slevica, Male Lašče, Mali Ločnik, Mali Osolnik, Marinčki, Medvedjek, Mohorje, Naredi, Opalkovo, Osredek, Pečki, Plosovo, Podhojni Hrib, Podkogelj, Podkraj, Podlog, Podsmreka pri Velikih Laščah, Podstrmec, Podulaka, Podžaga, Polzelo, Poznikovo, Prazniki, Prhajevo, Prilesje, Purkače, Pušče, Rašica, Rob, Rupe, Sekirišče, Selo pri Robu, Sloka Gora, Srnjak, Srobotnik pri Velikih Laščah, Stope, Strletje, Strmec, Ščurki, Škamevec, Škrlovica, Tomažini, Turjak, Ulaka, Uzmani, Velika Slevica, Velike Lašče, Veliki Ločnik, Veliki Osolnik, Vrh, Zgonče, Žaga

## Významní rodáci
- Primož Trubar, slovinský protestantský reformátor, zakladatel protestantské církve ve Slovinsku, konsolidátor slovinského jazyka, autor první tištěné slovinské knihy
- Josip Stritar, spisovatel
- Fran Levstik, spisovatel
- Jože Javoršek, spisovatel